# Comoriano maorese
Il comoriano maorese (in francese Mahorais) è una delle due lingue indigene parlate nel dipartimento d'oltremare francese di Mayotte (in italiano anche Maiotta), insieme alla lingua shibushi, di origine maleo-polinesiaca. Storicamente, i villaggi di lingua maorese e quelli d'idioma shibushi tendevano a essere chiaramente distinti. Oggi il maorese è de facto la lingua franca di origine indigena dell'isola, per via del maggior numero di parlanti di lingua maorese rispetto a quelli shibushi. Di fatti, solo il maorese è utilizzato nel notiziario televisivo locale dell'emittente RFO.
Il censimento del 2002 indica 80 140 parlanti del maorese a Mayotte, a cui vanno aggiunti coloro che lo parlano pur abitando al di fuori del territorio dell'isola, per la maggior parte nella Francia metropolitana, ma anche i circa 3.000 parlanti maoresi presenti in Madagascar.